# Claudio Urru
Claudio Urru (* 14. Dezember 1971 in Esslingen am Neckar) ist ein deutscher Koch.

## Werdegang
Nach seiner Ausbildung (1989–1992) im Hotel am Schinderbuckel in Filderstadt arbeitete Urru bis 1994 in Vincent Klinks Restaurant Wielandshöhe in Stuttgart als Commis de cuisine. Von 1994 bis 1995 kochte er als Demichef de partie bei Martin Öxle im Restaurant Speisemeisterei im Schloss Hohenheim. 1995 ging Urru zum restaurant top air am Flughafen Stuttgart, das vom Guide Michelin mit einem Stern ausgezeichnet wurde.
Von 2002 bis 2012 war er dort Küchenchef und Geschäftsführer. Ab November 2013 arbeitete er im Restaurant Montafoner Stuben im Hotel Löwen in Schruns. Im September 2014 wechselte Urru zum Restaurant Ars Vivendi im Jagdhotel Glashütte in Bad Laasphe, das daraufhin im gleichen Jahr mit einem Stern im Guide Michelin ausgezeichnet wurde. Von 2015 bis Juli 2018 war Urru Küchenchef und gastronomischer Leiter im Restaurant 5 in Stuttgart.
Seit 2018 ist Urru als kulinarischer Geschäftsführer im Landgasthof Grüner Wald in Hamberg (Neuhausen) tätig. Teil des Landgasthofes ist das Gourmet-Restaurant Alte Baiz, das 2020 erstmalig vom Guide Michelin mit einem Stern ausgezeichnet wurde. In den Folgejahren konnte dieser Erfolg wiederholt werden, und es kamen Nominierungen weiterer Restaurantführer hinzu.

## Auszeichnungen
Im Januar 2006 wurde er von der Zeitschrift Der Feinschmecker als „Koch des Monats“ ausgezeichnet. Unter seiner Leitung wird das Restaurant 5 mit einem Stern im Guide Michelin ausgezeichnet.

## Veröffentlichungen
- Kulinarische Entdeckungsreise. Media Service Stuttgart 2007, ISBN 978-3939934004.

## Mitgliedschaften
- Confrérie de la Chaîne des Rôtisseurs